# Dehornia sthenelais
Dehornia sthenelais is een soort in de taxonomische indeling van de Myzozoa, een stam van microscopische parasitaire dieren. Het organisme komt uit het geslacht Dehornia en behoort tot de familie Rhytidocystidae. Dehornia sthenelais werd in 1979 ontdekt door Levine.